# Atarba variispina
Atarba variispina är en tvåvingeart som beskrevs av Alexander 1938. Atarba variispina ingår i släktet Atarba och familjen småharkrankar. Inga underarter finns listade i Catalogue of Life.